# Ниваноя
Ни́вано́я (фин. Nivanoja) — ручей в России, протекает по территории Мийнальского сельского поселения Лахденпохского района и Хаапалампинского сельского поселения Сортавальского района Республики Карелии. Длина ручья — 12 км.
Ручей берёт начало из болота без названия и далее течёт преимущественно в юго-восточном направлении.
Ручей в общей сложности имеет четыре притока суммарной длиной 3,0 км.
Впадает по правому берегу в реку Ниванйоки.
Населённые пункты на ручье отсутствуют.
Код объекта в государственном водном реестре — 01040300212202000010785.